# Kill 'Em All
Kill 'Em All is het debuutalbum van de band Metallica. Het album werd opgenomen in mei 1983 en verscheen enkele maanden later.
Dit album is een goed voorbeeld van het thrashmetalgenre waarmee de band bekendheid verwierf. Metallica vermengde de typische Engelse punk met NWOBHM. Het album maakte ook meteen Metallica's invloeden duidelijk: onder andere Motörhead, Venom en Thin Lizzy. In de jaren na het uitbrengen van Kill 'Em all legden vele bands in navolging van Metallica zich toe op de snelle variant van metal.
Verscheidene nummers van Kill 'Em All zijn metalklassiekers geworden, zoals Seek & Destroy, The Four Horsemen, en Jump in the Fire.

## Nummers
| Nr. | Titel                      | Schrijver(s)                    | Duur |
| --- | -------------------------- | ------------------------------- | ---- |
| 1.  | Hit the Lights             | James Hetfield, Lars Ulrich     | 4:17 |
| 2.  | The Four Horsemen          | Hetfield, Ulrich, Dave Mustaine | 7:13 |
| 3.  | Motorbreath                | Hetfield                        | 3:08 |
| 4.  | Jump in the Fire           | Hetfield, Ulrich, Mustaine      | 4:42 |
| 5.  | (Anesthesia) Pulling Teeth | Cliff Burton                    | 4:15 |
| 6.  | Whiplash                   | Hetfield, Ulrich                | 4:10 |
| 7.  | Phantom Lord               | Hetfield, Ulrich, Mustaine      | 5:02 |
| 8.  | No Remorse                 | Hetfield, Ulrich                | 6:26 |
| 9.  | Seek & Destroy             | Hetfield, Ulrich                | 6:55 |
| 10. | Metal Militia              | Hetfield, Ulrich, Mustaine      | 5:10 |

| Nr. | Titel                           | Schrijver(s)                       | Duur |
| --- | ------------------------------- | ---------------------------------- | ---- |
| 11. | Am I Evil? (Diamond Head cover) | Sean Harris, Brian Tatler          | 7:50 |
| 12. | Blitzkrieg (Blitzkrieg cover)   | Ian Jones, Jim Sorotto, Brian Ross | 3:35 |